# Stylogaster liepae
Stylogaster liepae är en tvåvingeart som beskrevs av Smith 1979. Stylogaster liepae ingår i släktet Stylogaster och familjen stekelflugor.
Artens utbredningsområde är Lord Howeön. Inga underarter finns listade i Catalogue of Life.